# Gonomyia (Leiponeura) subpilifera
Gonomyia (Leiponeura) subpilifera is een tweevleugelige uit de familie steltmuggen (Limoniidae). De soort komt voor in het Oriëntaals gebied.